# Ouessant
Ouessant (bret. Enez Eusa, ang. Ushant) – wyspa na Oceanie Atlantyckim, najdalej na północny zachód wysunięty punkt kontynentalnej Francji.
Administracyjnie Ouessant stanowi gminę w departamencie Finistère.

## Geografia

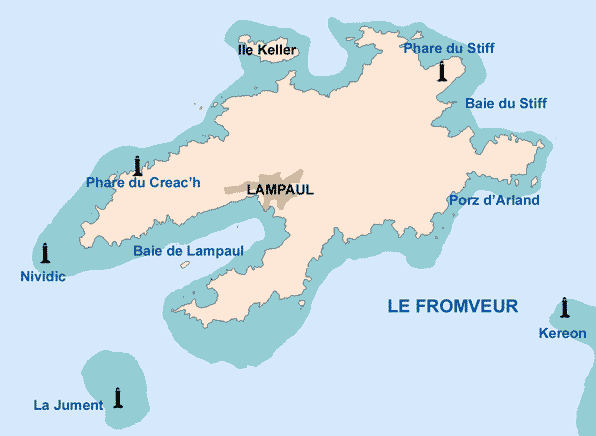
Mapa Ouessant

Ouessant wyznacza południowy kraniec kanału La Manche, kraniec północny to Wyspy Scilly leżące na południowy zachód od Land’s End w Anglii. Wyspa jest skalista, mierzy 8 km długości i 3 km szerokości. Jej powierzchnia wynosi 15 km².

## Ludność
Na wyspie jest tylko jedna miejscowość, wieś Lampaul. Liczba jej mieszkańców i całej wyspy wynosi 932 osoby (1999) (wcześniej, pod koniec XIX w. - 2490 osób, w 1968 - 1814).

## Historia
Wyspa słynie z jej morskiej przeszłości, zarówno jako ośrodek rybołówstwa, jak i ważny punkt strategiczny w Kanale La Manche.
W pobliżu wyspy doszło w przeszłości do kilku bitew morskich między flotami francuską a angielską, a także do bitwy w czasie II wojny światowej pomiędzy flotyllą brytyjsko-kanadyjsko-polską a flotyllą niemiecką.

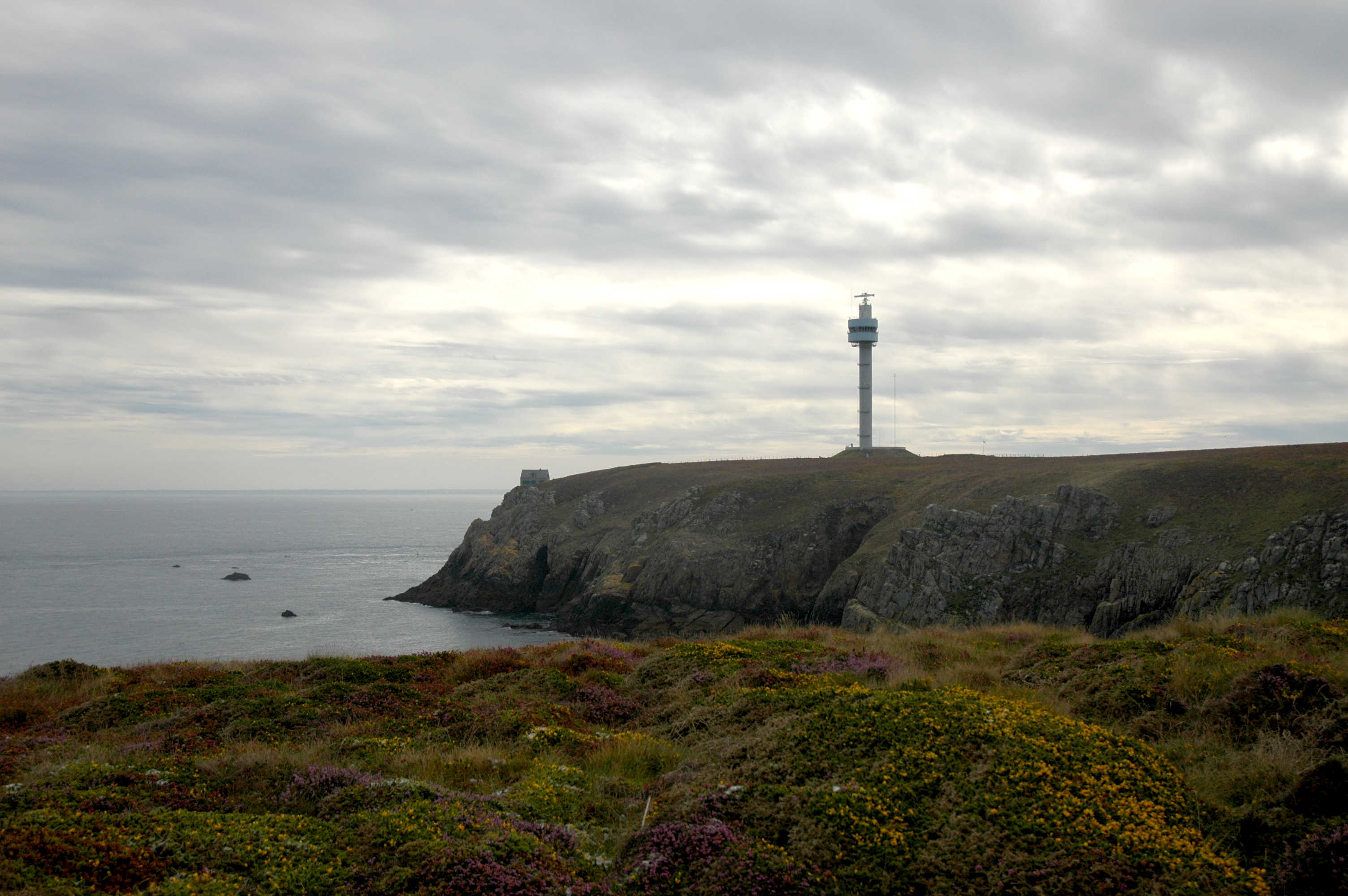
Latarnia morska Phare du Stiff

W marcu 1978 amerykański tankowiec Amoco Cadiz osiadł na mieliźnie ok. 10 km od wyspy, a wyciek ropy spowodował duże zniszczenia w ekosystemie wybrzeży Bretanii. Okolice Ouessant to jeden z najtrudniejszych w nawigacji akwenów morskich na świecie, najeżony licznymi skałami, których wierzchołki kryją się tuż pod powierzchnią wody, dodatkową trudność stanowią prądy morskie i wysokie przypływy.